# Pamela Pereira
Pamela Pereira Fernández là một luật sư người Chile, được ghi nhận vì đã bào chữa, trong nhiều trường hợp, nạn nhân của các vi phạm nhân quyền đã gây ra trong chế độ quân sự của Augusto Pinochet (1973-1990).

## Giáo dục
Pereira học Luật tại Đại học Chile.

## Sự nghiệp
Pereira đã từng là Giáo sư Phòng khám Pháp lý tại Khoa Luật (từ năm 1994) và Luật Hình sự tại Đại học Andrés Bello.